# Distretto di Rybnik
Il distretto di Rybnik (in polacco powiat rybnicki) è un distretto polacco appartenente al voivodato della Slesia.

## Geografia antropica

### Suddivisioni amministrative
Il distretto comprende 5 comuni.
- Comuni urbano-rurali: Czerwionka-Leszczyny
- Comuni rurali: Gaszowice, Jejkowice, Lyski, Świerklany